# Hajdar ibn Kávúsz al-Afsín
Hajdar ibn Kávúsz al-Afsín (arabul حيدر بن كاووس الأفشين  [Ḥaydar ibn Kāwūs al-Afšīn], ? – Szamarra, 841. május/június) a transzoxániai Uszrúsana (másképp Usrúszana) fejedelme (titulusa a neve állandó részeként használt afsín), az Abbászida Kalifátus kiemelkedő hadvezére volt. A horászáni Táhiridákkal vívott hatalmi harcban árulással és pogánysággal vádolták meg és kivégezték.

## Felemelkedése
Uszrúsanát, a Szamarkand és Hudzsand közti vidéket már az omajjád korban muszlim támadások érték, de még a korai abbászidák sem tudák végleg rákényszeríteni a főségüket. Hiába hódoltatták al-Mahdi abbászida kalifa (775–785) seregei, afsín titulust viselő fejedelmeinek hűsége nem volt szilárd: mind Hárún ar-Rasíd, mind a keleti birodalomfélben őt követő al-Mamún hadjáratokat volt kénytelen indítani a Kávúsz nevű fejedelem ellen. Miután a kalifává váló al-Mamún Mervből Bagdadba települt, az afsín családjában viszály robbant ki, melynek során egy riválisa meggyilkolását követően Kávúsz Hajdar (eredetileg feltehetően Hajdár [Ḫaydār]) nevű fia elmenekült és a kalifánál keresett menedéket (817–820 körül). Hajdar iránymutatását követve 822-ben újra kalifai hadak törtek Uszrúsanára, Kávúsz pedig végleg meghódolt és felvette az iszlámot; Hajdar rivális fivére, Fadl pedig északra menekült, a nomádok közé. Így apja halálát követően, amelynek dátuma egyébként nem ismert, Hajdar vált Uszrúsana fejedelmévé, megörökölve az afsín címet. (Később Fadl is a kalifa szolgálatába állt.)
Az elkövetkező években Hajdar al-Mamún öccse, a trónörökös, Abu Iszhák kíséretében szolgált. Amikor előbbit Egyiptom élére helyezték, al-Afsín Barka (Kirenaika) kormányzója lett, és ilyen minőségben 831-ben leverte a koptok és a Nílus-delta vidékén élő beduinok lázadását. Ebben az időszakban állítólag ő szervezte meg a trónörökös „nyugatiak” (al-magáriba) néven ismert testőrségét az alsó-egyiptomi nomádokból.

## A csúcson
Al-Mamún 833-as halálakor az al-Mutaszim néven trónra lépő fivére lelkére kötötte, hogy kalifaként minden erővel munkálkodjon az Északnyugat-Iránt és a mai Azerbajdzsán területét mintegy 817 óta uraló, horramita Bábak lázadásának leverésén. Al-Mutaszim 835 júniusában al-Afsínt a felkelés által veszélyeztetett Dzsibál, Ádzarbajdzsán és Armínija kormányzójává nevezte ki, és rendkívül magas zsoldot biztosított a számára. A hadvezér gondosan újjáépíttette a térségben Bábak hívei által lerombolt erődöket, és Bardzsandban vert tábort, amit védművekkel vett körül, és horramiták bázisául szolgáló hegyvidék felderítésére is nagy hangsúlyt helyezett. Ennek és a folyamatosan érkező, jelentős számú erősítésnek – ami kalifai seregeket és önkénteseket egyaránt magába foglalt – csak hosszú idő alatt, 837 augusztusában sikerült bevennie al-Baddzt, Bábak várát, ráadásul a lázadó ezután még majdnem egy hónapig bujkált az örmény hegyvidéken, és csak a helyi földbirtokosok adták ki nagy váltságdíj ellenében a hadvezérnek.
Al-Afsín 838 januárjában vonult be Bagdadba. A kalifa és a trónörökös személyesen fogadta, és értékes ajándékokkal halmozta el, egyúttal Szindh kormányzóságát is megkapta eddigi tisztségei mellé. Még ebben az évben elkísérte al-Mutaszimot az Amorionig jutó bosszúhadjáratára a Bizánci Birodalom ellen, ahol seregteste győzelmet aratott Theophilosz bizánci császár hadai felett a dazimoni csatában (838. július 22.) elfoglalta Ankürát (július 27.) ahol egyesült a kalifa vezetésével érkező főerőkkel. Amorion kéthetes, végül sikerrel végződő ostrománál ő vezette a jobb szárnyat (augusztus első fele).

## A bukás
Al-Afsín, bár sikerei csúcsán volt, minden jel szerint úgy érezte, hogy a Horászán élére kinevezett Abdalláh ibn Táhir és a dzsibáli Abu Dulaf al-Idzsli veszélyezteti a befolyását a perzsa térségben és az udvarban, ezért kapcsolatba lépett a mázandaráni hűbéres fejedelemmel (iszbahbadz), Mázjár ibn Kárinnal, aki nehezményezte, hogy a Táhiridák az ő tartománya ügyeibe is be kívántak avatkozni. Mázjár 839-ben felkelést robbantott ki a nehezen megközelíthető, magas hegyek által védett tartományában. Al-Afsín feltehetően arra épített, hogy Ibn Táhir kudarcot vall a Mázjár elleni harcban, ami így horászáni helytartóságának elvesztésével járt volna, és helyét valószínűleg az udvarban szintén jó pozíciókkal rendelkező, kelet-iráni kötődésű al-Afsín szerezte volna meg. Terveit azonban keresztülhúzta a központi sereg gyors és erőteljes reakciója, valamint az, hogy Mázjárt elhagyták rokonai és hadvezérei, így Ibn Táhir gyors győzelmet tudott aratni a felkelők ellen.
A Szamarrába vitt és ott kivégzett Mázjár vallomása alapján ellenfelei támogatásával a vezír, Ibn az-Zajját és a főkádi, Ahmad ibn Abi Duád vádat emelt al-Afsín ellen. Felrótták neki, hogy áttérése ellenére nem metélkedett körül, hogy felettébb díszes, iszlámellenes és pogány műveket és bálványokat birtokol, illetve hogy hazájában megkorbácsoltatott egy müezzint és egy imámot, amiért a térségre vonatkozó egyezményeket megszegve egy pogány szentélyt mecsetté alakítottak át. Azzal is megvádolták, hogy Bábak elleni hadjárata azért húzódott el, mert ő maga is szimpatizált a felkelőkkel. Hogy az ellene felhozott vádak mennyire voltak igazak, az eldönthetetlen, mindenesetre a perben bizonyítékként felhozott könyvek és bálványok manicheus és buddhista szimpátiáira utalhatnak. Hosszas pert követően végül börtönbe vetették, ahol halálra éheztették.